# 黑暗奇幻
黑暗奇幻（英語：Dark fantasy）是奇幻的子類型，它可以是文學、電影、电子游戏及其他各種藝術作品的作品類型。黑暗奇幻作品一般有著比普通奇幻作品更加黑暗的主題，並經常結合恐怖的元素。這個詞可以廣泛地指有陰沉、黑暗或恐怖感的幻想故事作品。